# Sveriges glasmuseum
Sveriges glasmuseum är en del av Smålands museum och har tre permanenta utställningar: Svenskt glas under sex sekler 2.0, Kosta 1742 och Studioglas i förändring. Dessa följer hur framställningen av svenskt glas har utvecklats fram till dagens studioglas och tillfälliga utställningar belyser enskilda formgivare eller speciellt glasbruk. Glasmuseet har även ett antal fasta glasföremål.
Det nuvarande glasmuseet inryms i samma byggnad som Smålands museum, vilken var färdig 1995. 

## Utställningar

### Permanenta utställningar
Svenskt glas under sex sekler 2.0 visar glasets utveckling under 600 år från lyxvara till dagligvara. Utställningen innehåller glas ända från 1580-talet fram till nutid.
Länge leve Kosta uppmärksammar glaset, bruket och människorna som arbetat med den manuella glastillverkningen på Kosta glasbruk sedan 1742.
Studioglas i förändring visar hur studioglaset har vuxit fram och utvecklats i Sverige. Utställningen visar samtida konsthantverkares glasobjekt och objekt från konstnärer och formgivare som använder glas som uttryckssätt. Utställningen består av donationer från ett 70-tal konstnärer, formgivare och konsthantverkare och är ett samarbete med Glasakademin.

### Fasta glasföremål
Bland de fasta glasföremål som ställs ut finns bland andra Halds brunn, Mosaikvägg och Regn. Halds brunn skapades av Edward Hald 1962 i samband med invigningen av ombyggnaden av Smålands museum – Sveriges glasmuseum. Den består av glasdetaljer som dels troligen tagits från museets samling, dels från Orrefors glasbruk. Brunnen är utsmyckad av bland annat glaskross och gjutna block, trafikljusglas och AGA-glas (från Gullaskrufs glasbruk). Mosaikvägg skapades 1962 av Viktor ”Vicke” Lindstrand. Verket består av mosaikplattor från Kosta glasbruk och var en gåva till museets invigning 1962. Verket Regn består av spröt av glas i olika längder som sticker ut ur en grund av sten. Glasföremålet skapades 1986 av Anna Ehrner och kommer från Orrefors Kosta Boda AB.

## Historik
Under 1920-talet växte en idé om en större museibyggnad för Smålands museum. 1935 hade Smålands museums tillbyggnad färdigställts efter en byggstrejk 1933, och den användes främst till utställningar av konst, mynt och även allmogeföremål. Det småländska glaset och information om dess historia fick också plats där och dess popularitet växte stadigt. Från 1929 till 1940 växte samlingarna av glasföremål från endast 5 föremål till över 7 000.
Det fanns en önskan om en egen byggnad för ett glasmuseum där även marknadsföring av småländskt glas och glasforskning skulle rymmas bland utställningarna. 1944 beslutades att en ny byggnad skulle uppföras i anslutning till byggnaderna i museiparken. Ritningarna gjordes av den före detta museichefen Paul Boberg och de blev klara 19 februari 1947. Eftersom kommunen hade ett akut behov av undervisningslokaler gavs ekonomiska medel till byggnationen, med villkoret att lokalerna skulle användas till undervisning istället för den tänkta museala verksamheten. Byggnaden användes som grundskola tills Ulriksbergskolan byggdes 1962. Glasmuseet kunde då invigas med kungligt besök. 
Glasmuseet och museets tillbyggnad från 1935 sammankopplades med en mindre byggnad med kontor och reception. En radiostudio inreddes i fornsalens källare, och den användes fram tills att Radiohuset i Växjö stod färdigt.
1994 byggdes delar av glasmuseet om efter önskemål om större ytor för magasin och utställningar, och det stod klart 1995. Byggnaden är en konstruktion av stål, glas och betong vars fasad till stor del kläds av en svartmålad träpanel. I byggnaden ryms arbetslokaler för museets personal, butik samt servering. 2014 gjordes en inventering av föremålen i glasmuseets samlingar, vilka uppgick till 35 000.